# Île Brant
L'île Brant est une île de l'État de Washington aux États-Unis appartenant administrativement au comté de Whatcom.

## Description
Ile sableuse d'environ 780 m de longueur, elle n'atteint pas plus de 100 m de largeur et est un prolongement nord de l'île Portage.